# Institut supérieur de l'automobile et des transports
Fundada em 1991, a Institut supérieur de l'automobile et des transports (ou ISAT) é uma escola de engenharia, instituição de ensino superior público localizada na cidade do Nevers, França.
A ISAT é a única escola francesa de engenharia pública especializada na indústria automotiva.
Campus da ISAT situa-se no pólo universitário da Université de Bourgogne.

## Laboratórios e centros de investigação
- Energia, Propulsão e Meio Ambiente
- Veículos inteligentes
- Durabilidade e estruturas compostas
- Vibrações e Acústica de Transporte.